# Rifugio Fran Erjavec
Il Rifugio di Erjavec (in sloveno: Erjavčeva koča na Vršiču) è un rifugio situato a Kranjska Gora in Slovenia, a 1.525 m s.l.m.

## Arrivo
- 11 km su strada da Kranjska Gora
- 3:30: da Dom v Tamarje (1108 m), attraverso Sleme
- 1 ora: da Koča na Gozd
- Da Kranjska Gora 3 ore a piedi per strada e scorciatoie
- 3,5 h Da Trento a piedi per strada e scorciatoie
- ½ all'ufficio postale di Vršič
- 15 minuti dal al Tičarjev dom a Vršič

## Percorsi
- traversata in cresta di Mala (2332 m, 2,30 h) e Velika Mojstrovka (2366 m, 3 h) e Travnik (2379 m, 4,30 h)
- 4:30: Prisojnik (2547 m), lungo il sentiero Kopiščar
- 1:30: Cima dello Slemen (1911 m)